# Dude Ranch
Dude Ranch je drugi studijski album punk sastava Blink-182, objavljen 17. lipnja 1997.
Na albumu su se našle pjesme "Dammit" i "Josie", s kojima je sastav stekao popularnost. To im je bio ujedno i posljednji album snimljen s bubnjarom Scottom Raynorom. 

## Popis pjesama
Sve pjesme su napisali i skladali Mark Hoppus, Tom DeLonge i Scott Raynor.
| 1.    | »Pathetic«      | Hoppus, DeLonge | 2:28 |
| 2.    | »Voyeur«        | DeLonge         | 2:43 |
| 3.    | »Dammit«        | Hoppus          | 2:45 |
| 4.    | »Boring«        | DeLonge         | 1:41 |
| 5.    | »Dick Lips«     | DeLonge         | 2:57 |
| 6.    | »Waggy«         | Hoppus          | 3:16 |
| 7.    | »Enthused«      | DeLonge         | 2:48 |
| 8.    | »Untitled«      | DeLonge         | 2:46 |
| 9.    | »Apple Shampoo« | Hoppus          | 2:52 |
| 10.   | »Emo«           | Hoppus          | 2:50 |
| 11.   | »Josie«         | Hoppus          | 3:19 |
| 12.   | »A New Hope«    | Hoppus          | 3:45 |
| 13.   | »Degenerate«    | DeLonge         | 2:28 |
| 14.   | »Lemmings«      | Hoppus          | 2:38 |
| 15.   | »I'm Sorry«     | DeLonge         | 5:37 |
| 44:53 |                 |                 |      |

## Osoblje
Blink-182
- Mark Hoppus - bas-gitara, vokali
- Tom DeLonge - gitara, vokali
- Scott Raynor - bubnjevi

## Pozicije na top listama

### Album
| Godina | Top lista             | Pozicija |
| ------ | --------------------- | -------- |
| 1997.  | Top Heatseekers       | 1        |
| 1997.  | The Billboard Top 200 | 67       |

### Singlovi
| Godina | Singl    | Top lista              | Pozicija |
| ------ | -------- | ---------------------- | -------- |
| 1997.  | "Dammit" | Modern Rock Tracks     | 11       |
| 1997.  | "Dammit" | Mainstream Rock Tracks | 26       |